# Eurogamer
Az Eurogamer egy brightoni székhelyű weboldal ami videójáték híreket, teszteket, előzeteseket és interjúkat tesz közzé. Az Eurogamer Network Ltd. üzemelteti, amit 1999-ben alapított Rupert Loman és Nick Loman. Az Eurogamer Network azt állítja, hogy a weboldalnak van a legnagyobb olvasóközönsége az európai videójáték weblapok között (több mint 3,7 millió 2008 novemberében).
A legtöbb tesztet az európai vagy PAL kiadású játékokról írják, de mivel ezek általában a japán vagy észak-amerikai/NTSC játékok után jelennek meg néha az utóbbiakat tesztelik le. Azt, hogy melyik verziót tesztelték mindig feltüntetik. Egyéb szolgáltatások: hírek, képek, olvasói tesztek, olvasói értékelések, előzetesek, cikkek, kiadási dátumok és fórumok. 2006 februárjában elindították az Eurogamer TV-t, amiben előzeteseket és egyéb videótartalmakat tesznek közzé.
Az Eurogamer jelenlegi szerkesztője, Tom Bramwell 2008 januárjában váltotta le Kristan Reedet. Tom Bramwell már 2000 eleje óta az Eurogamer-nél dolgozik.
A Eurogamer-hez hozzájárul a PC Gamer, a GamesTM és az Edge írói: Oliver Welsh (Edge), Kieron Gillen (PC Gamer, Edge), Jim Rossignol (PC Gamer, Edge), John Walker (PC Gamer), Simon Parkin (Edge), Alec Meer (PC Gamer), Richard Leadbetter (Mean Machines), Dan Whitehead, Keza MacDonald, David McCarthy (Edge, MCV) és az eredetileg a GamesIndustry.biz szerkesztője, Rob Fahey is.

## Leányvállalatok

### Eurogamer TV
2006 februárjában indították. Az Eurogamer TV (EGTV) az Eurogamer márka kiegészítése, ami előzeteseket és eseménybeszámolókat tesz közzé. Az első egyedi videótartalom ami felkerült rá az E3 2006 beszámolója volt. Az EGTV-t Johnny Minkley szerkeszti. Az Eurogamer TV műsora az Xbox LIVE Arcade-on és a Playstation Home-on is elérhető.

### Eurogamers
Az Eurogamerst 2007 áprilisában indították. A „játékosok szociális hálózatának” nevezték, az Eurogamers jelentősen megnövelte a közösségi szolgáltatások számát.
2007 szeptemberében bejelentették az integrációjukat az Xbox LIVE-al.

### Európai Eurogamer oldalak
A 2006 augusztusi Lipcsei játékkiállításon az Eurogamer elindította az első nem angol nyelvű weboldalát - a Eurogamer Germanyt. Ezt a Eurogamer France követte 2007 júniusában, a
Eurogamer Portugal 2008 májusában, a Eurogamer Benelux 2008 augusztusában, a Eurogamer Spain és Eurogamer Italy 2008 októberében, a Eurogamer Romania 2009 márciusában, a Eurogamer Czech 2009 májusában és a Eurogamer Denmark 2009. júniusban.

### GamesIndustry.biz
A GamesIndustry.biz egy a videójátékcégek híreit és információit közlő weboldal. 2008 májusában elindították a GamesIndustry.biz Network weboldalt ipari szakemberek számára.

### Get Games
2009 novemberében az Eurogamer elindította a saját letöltőszolgáltatását, a Get Gamest.

## Eurogamer Expo
Az első Eurogamer Expo a 2008-as Londoni játékfesztiválon volt megtartva és több mint 4 000 látogató vett rajta részt. A 2009-es októberben volt megtartva Londonban és Leedsben.

## Az Eurogamer a médiában
Az Eurogamert alapító Rupert Lomant megintejúvolták 2007 februári MCV magazinban. A Sunday Telegraph-ban is megjelent róla egy cikk 2007. augusztus 19-én.

## Díjak
Az Eurogamer.net a Game Media Awardson megnyerte a Legjobb játék weboldal - hírek, és a Legjobb játék weboldal - tesztek és szolgáltatások kategóriát 2007-ben és a Legjobb játék weboldal kategóriát 2008-ban és 2009-ben. A szerkesztőhelyettes, Tom Bramwell megnyerte a Legjobb író kategóriát a Specialist Digital Medián és az Eurogamer TV szerkesztője, Johnny Minkley megnyerte 2007-ben a Legjobb játékok-Dedikált sugárzás a többségi TV-ben vagy rádióban kategóriát.
Rupert Loman nyerte a 2003-as év vállalkozója díjat a Sussex Business Awardson és a The Observer „One to Watch” díját 2007-ben. Benne volt a 30 „Young Guns”-ban a Growing Business magazinban 2008 októberében.